# David Arthur Waller
David Arthur Waller (Londra, 10 giugno 1961) è un vescovo cattolico britannico, già presbitero anglicano, dal 29 aprile 2024 ordinario di Nostra Signora di Walsingham.

## Biografia
David Arthur Waller è nato nel quartiere londinese di Islington il 10 giugno 1961.

### Formazione e ministero sacerdotale
Ha studiato alla St David and St Katharine Church of England Secondary School di Hornsey, Londra, e al College of Ripon and York St John di York. Ha lavorato per sei anni come assistente sociale a Bradford.
Si è poi formato per il ministero anglicano al Chichester Theological College, un college teologico anglo-cattolico.
Nel 1991 è stato ordinato diacono e nel 1992 presbitero per la Chiesa d'Inghilterra. Ha prestato servizio nella diocesi di Chichester come curato dal 1991 al 1995 e poi vicario in solido di Crawley dal 1995 al 2000. È stato anche cappellano ospedaliero e membro del sinodo diocesano. In seguito è stato vicario della parrocchia di San Salvatore a Walthamstow, nella diocesi di Chelmsford, dal 2000 fino a quando ha lasciato la Chiesa d'Inghilterra per unirsi alla Chiesa cattolica romana.
Oltre a svolgere il ministero parrocchiale, è stato membro della Camera del clero del Sinodo generale della Chiesa d'Inghilterra dal 2005 al 2010.

### La conversione al cattolicesimo
Il 24 aprile 2011 si è convertito ufficialmente dall'anglicanesimo alla Chiesa cattolica. Il 14 maggio successivo è stato ordinato diacono per l'ordinariato personale di Nostra Signora di Walsingham nella chiesa di Nostra Signora di Lourdes a Wanstead, Londra, da monsignor Thomas McMahon, vescovo di Brentwood. L'11 del mese seguente è stato ordinato presbitero per il medesimo ordinariato nella cattedrale di Santa Maria e Sant'Elena a Brentwood dallo stesso prelato. In seguito è stato amministratore parrocchiale della parrocchia di San Giovanni Battista a Ilford dal 2011 al 2015 e parroco della parrocchia di Cristo Re a Chingford dal 2015 alla nomina episcopale. Nel 2020 monsignor Keith Newton lo ha nominato anche vicario generale dell'ordinariato. È stato anche presidente del Consiglio direttivo dell'ordinariato e decano per il sud-est dell'Inghilterra.

### Ministero episcopale nella Chiesa cattolica
Il 29 aprile 2024 papa Francesco lo ha nominato vescovo ordinario dell'ordinariato personale di Nostra Signora di Walsingham. Essendo celibe, a differenza del suo predecessore, ha potuto essere elevato alla dignità episcopale. È anche il primo vescovo di uno dei tre ordinariati personali che da presbitero ha prestato servizio nell'ordinariato stesso. Ha ricevuto l'ordinazione episcopale il 22 giugno, festa di San John Fisher e di San Tommaso Moro, nella cattedrale metropolitana del Preziosissimo Sangue di Nostro Signore Gesù Cristo a Londra dal cardinale Victor Manuel Fernández, prefetto del Dicastero per la dottrina della fede, co-consacranti il cardinale Vincent Gerard Nichols, arcivescovo metropolita di Westminster, e Steven Joseph Lopes, vescovo ordinario della Cattedra di San Pietro. Ha preso possesso dell'ordinariato il giorno successivo con una cerimonia tenutasi nella chiesa di Nostra Signora dell'Assunzione e di San Gregorio, nel quartiere di Soho a Londra, la chiesa principale dell'ordinariato.

## Genealogia episcopale
La genealogia episcopale è:
- Cardinale Scipione Rebiba
- Cardinale Giulio Antonio Santori
- Cardinale Girolamo Bernerio, O.P.
- Arcivescovo Galeazzo Sanvitale
- Cardinale Ludovico Ludovisi
- Cardinale Luigi Caetani
- Cardinale Ulderico Carpegna
- Cardinale Paluzzo Paluzzi Altieri degli Albertoni
- Papa Benedetto XIII
- Papa Benedetto XIV
- Papa Clemente XIII
- Cardinale Bernardino Giraud
- Cardinale Alessandro Mattei
- Cardinale Pietro Francesco Galleffi
- Cardinale Giacomo Filippo Fransoni
- Cardinale Carlo Sacconi
- Cardinale Edward Henry Howard
- Cardinale Mariano Rampolla del Tindaro
- Cardinale Antonio Vico
- Arcivescovo Filippo Cortesi
- Arcivescovo Zenobio Lorenzo Guilland
- Vescovo Anunciado Serafini
- Cardinale Antonio Quarracino
- Papa Francesco
- Cardinale Mario Aurelio Poli
- Cardinale Víctor Manuel Fernández
- Vescovo David Arthur Waller